# ابوسهل خجندی
ابوسهل خجندی وزیر غزنویان در سده پنجم هجری / یازدهم میلادی بود. او در پیشگاه سلطان ابراهیم بن مسعود (۴۵۱–۴۹۲ هجری/ ۱۰۵۹–۱۰۹۹ میلادی) به عنوان وزیر دوم خدمت می‌کرد و جانشین ابوبکر بن ابی صالح شد که احتمالاً در بخش آغازین حکومت خدمت کرده بود. همهٔ آن چه از پیشینهٔ او می‌دانیم این است که از زمان سلطان مسعود یکم غزنوی منشی دیوان بوده است. او از زمانی نامعین از لطف پادشاه افتاد و دستگیر شد و به دستور سلطان کور گردید.